# Плавунець довгодзьобий
Плавунець довгодзьобий (Phalaropus tricolor) — вид невеликих болотяних птахів родини баранцевих (Scolopacidae).

## Опис
Довжина птаха приблизно 23 см. У неї прямий, тонкий, чорний дзьоб. Самиця у своєму шлюбному наряді забарвлена переважно в сірий і коричневий кольори. Нижня сторона тіла біла, шия червоняста, з боків тіла також є червонясті плями. Самець схожий на самицю, тільки забарвлення трохи тьмяніше.

## Поширення
Гніздиться у преріях Північної Америки, передусім, у західній Канаді і США. Вид відноситься до перелітних птахів і зимує в Південній Америці. Іноді птахи цього виду під час перельоту залітають також в Європу.
Птахів можна часто спостерігати під час перельоту на солонуватих і солоних озерах, таких як Моно в Каліфорнії і Велике Солоне озеро в Юті. У цей період часу він часто зустрічається з плавунцем круглодзьобим.

## Розмноження
У кладці від 3 до 4 яєць, висиджує яку самець.

## Ресурси Інтернету
- Позвоночные животные России: Американский плавунчик
- Wilson's phalarope – Phalaropus tricolor – USGS Patuxent Bird Identification InfoCenter

| Птах | Це незавершена стаття з орнітології. Ви можете допомогти проєкту, виправивши або дописавши її. |